# Abood Shaio
Abood Shaio (Alepo, Siria, 17 de julio de 1876 - Bogotá, Colombia, 3 de julio de 1957) fue un empresario y filántropo sirio que donó los recursos financieros para crear la fundación y la Clínica Shaio, nombrada en su honor.

## Biografía
Abood Shaio llegó a Colombia en 1930 y estableció la fábrica de tejidos Sedalana S.A. la cual comenzó a operar con 15 telares. La empresa constituida fue bien reconocida por contratar personal mayoritariamente femenino y mantener relaciones paternalistas con sus empleados. En 1956 la empresa fabricaba más de cien referencias de telas. El presidente Gustavo Rojas Pinilla le concede ese mismo año la Medalla del Mérito Industrial a Shaio por su ayuda a los niños desamparados. 
Shaio donó los terrenos para la construcción de la sinagoga judía en la calle 79 de Bogotá. Los doctores Fernando Valencia (primer cardiólogo de Colombia), Alberto Bejarano, y Eduardo Montañez Peña (urólogo de la Universidad Nacional de Colombia), recibieron de Shaio en 1957 los recursos financieros para adquirir un lote en el sector de Suba, para establecer la primera clínica especializada en cardiología del país.